# دلاوان (ایلینوی)
دلاوان، ایلینوی (به انگلیسی: Delavan, Illinois) یک شهر در ایالات متحده آمریکا با جمعیت ۱٬۸۲۵ نفر است که در ایلی‌نوی واقع شده‌است.

## موقعیت جغرافیایی
موقعیت جغرافیایی شهرها و مناطق اطراف به شرح زیر است: